# Xherdan Shaqiri
Xherdan Shaqiri (Gjilan, 10 oktober 1991) is een Zwitsers-Kosovaars-Albanees voetballer die doorgaans als aanvallende middenvelder speelt. Hij verruilde Chicago Fire in augustus 2024 voor zijn oude club FC Basel. Shaqiri debuteerde in 2010 in het Zwitsers voetbalelftal.

## Biografie
Shaqiri werd in Gjilan geboren als zoon van Albanese ouders. Het gezin emigreerde in 1992, kort na zijn geboorte, naar Zwitserland. Ze vestigden zich in Augst, een kleine stad in het kanton Basel-Landschaft, vlak bij de Franse en Duitse grens. Shaqiri is moslim.

## Clubcarrière

### FC Basel
Shaqiri stroomde in 2009 door vanuit de jeugd van FC Basel, waarvoor hij dat jaar op 12 juli in het eerste elftal debuteerde, tegen FC St. Gallen. Op 9 november 2009 volgde zijn eerste doelpunt in zijn professionele voetbalcarrière. Shaqiri speelde in drie seizoenen meer dan negentig competitiewedstrijden voor FC Basel. Hiermee werd hij in zowel 2010, 2011 als 2012 Zwitsers landskampioen en won hij in zowel 2010 als 2012 de nationale beker. Nadat hij in het seizoen 2009/10 voor Basel debuteerde in de UEFA Europa League, deed hij dat een seizoen later ook in de UEFA Champions League.

### Bayern München
Shaqiri tekende in de zomer van 2012 een contract bij Bayern München, dat 11,6 miljoen euro voor hem betaalde. Op 12 augustus 2012 debuteerde hij voor de Duitse club, in de met 2-1 gewonnen Duitse supercup tegen Borussia Dortmund. Een week later was hij voor SSV Jahn Regensburg goed voor een goal en twee assists. Hij viel daarin na rust in voor Franck Ribéry. Zijn eerste competitiedoelpunt maakte hij in een wedstrijd tegen Borussia Mönchengladbach, eind 2012. Op 30 maart 2013 was hij goed voor een goal en twee assists in een 9-2 overwinning op Hamburger SV. In zijn eerste seizoen speelde Shaqiri mee in 26 competitieduels. Hij won dat seizoen met Bayern zowel het landskampioenschap, de nationale beker als de Champions League. In alle competities was Shaqiri goed voor acht goals en dertien assists.
Hij begon zijn tweede seizoen met verliezen van de Duitse supercup van Dortmund en het winnen van de UEFA Super Cup van Chelsea. Op 21 december 2013 speelde hij tachtig minuten in de met 2–0 gewonnen finale van het wereldkampioenschap voetbal voor clubs 2013. Op 15 februari 2014 scoorde hij tweemaal in een 4-0 overwinning op SC Freiburg. Hij speelde een stuk minder wedstrijden, maar kwam nog steeds tot zeven goals en vier assists. Ook in zijn derde seizoen werd hij geen basisspeler bij Bayern, in tweeënhalf jaar kwam hij tot 81 wedstrijden, zeventien goals en negentien assists. Door zijn tijd bij Bayern werd hij de Zwitser met de meeste prijzen in clubvoetbal: dertien.

### Internazionale
Shaqiri tekende in januari 2015 een contract tot 2019 bij Internazionale, dat 15 miljoen euro voor hem betaalde. Het eerste half jaar van zijn verbintenis was officieel op huurbasis, omdat Inter hem toen nog niet mocht kopen in verband met Financial Fair Play-regels. Op 17 januari maakte hij tegen Empoli zijn debuut voor de club. Op 15 februari was hij goed voor zijn eerste doelpunt in een 4-1 overwinning op Atalanta Bergamo, waarin hij bovendien nog een assist gaf. Vier dagen later scoorde hij ook in een 3-3 gelijkspel tegen Celtic in de tussenronde van de Champions League. Shaqiri kwam in twintig wedstrijden bij Internazionale tot drie goals en twee assists, waarna Inter besloot niet met hem door te willen.

### Stoke City
Shaqiri tekende in augustus 2015 een contract tot medio 2020 bij Stoke City, de nummer negen van de Premier League in het voorgaande seizoen. Dat betaalde 17 miljoen euro voor hem aan Internazionale, wat een recordtransfer was voor de Engelse club. Hij maakte op 22 augustus tegen Norwich City met een assist zijn debuut voor Stoke. Op 5 december gaf hij beide assists in een 2-0 overwinning op Manchester City. Op 28 december scoorde hij tegen Everton in een 3-2 overwinning zijn eerste twee doelpunten voor de club. Op 22 oktober 2016 scoorde Shaqiri twee doelpunten in een 2-0 overwinning op Hull City.
Zijn derde seizoen was qua cijfers zijn beste: hij scoorde acht goals en gaf zeven assists, maar eindigde met Stoke op de negentiende plek, waardoor de ploeg degradeerde uit de Premier League. Shaqiri speelde drie seizoenen voor de Engelse club en kwam tot 92 wedstrijden, vijftien goals en vijftien assists.

### Liverpool
Shaqiri tekende in juli 2018 een vijfjarig contract bij Liverpool, dat naar verluidt 15 miljoen euro betaalde aan Stoke City. Op 12 augustus maakte hij tegen West Ham United zijn debuut voor Liverpool. Op 22 september stond hij tegen Southampton voor het eerst in de basis en werd hij verkozen tot BBC Sport man of the match. Op 27 oktober scoorde hij tegen Cardiff City zijn eerste goal voor Liverpool in een 4-1 overwinning. In november werd hij buiten de selectie gehouden voor de Champions League-wedstrijd tegen Rode Ster Belgrado in Servië wegens controversie over zijn pro-Albanische mening. Op 16 december scoorde hij twee keer in een 3-1 overwinning op Manchester United, wat de eerste competitie-overwinning op de rivaal sinds maart 2014 betekende.
Op 7 mei 2019 was hij met een assist op Georginio Wijnaldum belangrijk in de 4-0 overwinning op FC Barcelona en daarmee de ultieme comeback, aangezien Barcelona de eerste wedstrijd met 3-0 had gewonnen. Vervolgens zat Shaqiri op 1 juni tijdens de CL-finale tegen Tottenham Hotspur de hele wedstrijd op de bank, maar zag hij zijn team wel met 2-0 winnen, waardoor hij zijn tweede CL-medaille mocht ontvangen. Op 14 augustus won hij zijn tweede prijs met Liverpool door de UEFA Super Cup tegen Chelsea op strafschoppen te winnen. Opnieuw speelde hij die wedstrijd niet.
In december maakte hij deel uit van het team dat het WK voor clubs won door CF Monterrey en CR Flamengo te verslaan. Dat seizoen won Liverpool bovendien voor het eerst in de geschiedenis van de Premier League kampioen van Engeland. In drie seizoenen bij Liverpool kwam Shaqiri tot 63 wedstrijden, waarin hij goed was voor acht goals en negen assists.

### Olympique Lyonnais
Op 23 augustus 2021 tekende Shaqiri een contract tot medio 2024 bij Olympique Lyonnais, dat 6 miljoen euro betaalde aan Liverpool. Hij maakte op 12 september tegen RC Strasbourg met een assist zijn debuut voor Lyon. Op 22 september was hij tegen Troyes AC voor het eerst trefzeker namens Olympique Lyon. Shaqiri speelde zestien wedstrijden in een half jaar voor Lyon, waarin hij tot twee goals en drie assists kwam.

### Chicago Fire
Op 9 februari 2022 tekende Shaqiri als Designated Player een contract tot eind 2024 bij Chicago Fire. Zijn transfer naar Chicago Fire was de duurste in de geschiedenis van de club, dat 6,5 miljoen euro ($7.500.000) betaalde aan Olympique Lyonnais. Op 27 februari maakte hij tegen Inter Miami CF zijn debuut voor de club. Op 19 maart was hij tegen Kansas City voor het eerst trefzeker. Hij was geregeld aanvoerder en kwam tot zeven goals en zes assists in zijn eerste jaar in de MLS.

### Terugkeer naar FC Basel
In augustus 2024 keerde Shaqiri terug naar Basel.

## Clubstatistieken
| Seizoen     | Club           | Competitie       | Competitie | Competitie | Competitie | Beker | Beker | Beker | Internationaal | Internationaal | Internationaal | Totaal | Totaal | Totaal |
| Seizoen     | Club           | Competitie       | Wed.       | Dlp.       | Ass.       | Wed.  | Dlp.  | Ass.  | Wed.           | Dlp.           | Ass.           | Wed.   | Dlp.   | Ass.   |
| ----------- | -------------- | ---------------- | ---------- | ---------- | ---------- | ----- | ----- | ----- | -------------- | -------------- | -------------- | ------ | ------ | ------ |
| 2007/08     | FC Basel –21   | Promotion League | 2          | 0          | 0          | —     | —     | —     | —              | —              | —              | 2      | 0      | 0      |
| 2008/09     | FC Basel –21   | Promotion League | 17         | 8          | 0          | —     | —     | —     | —              | —              | —              | 17     | 8      | 0      |
| Club Totaal | Club Totaal    | Club Totaal      | 19         | 8          | 0          | 0     | 0     | 0     | 0              | 0              | 0              | 19     | 8      | 0      |
| 2009/10     | FC Basel       | Super League     | 32         | 4          | 5          | 5     | 1     | 0     | 10             | 2              | 0              | 47     | 7      | 5      |
| 2010/11     | FC Basel       | Super League     | 29         | 5          | 5          | 2     | 0     | 1     | 11             | 2              | 4              | 42     | 7      | 10     |
| 2011/12     | FC Basel       | Super League     | 31         | 9          | 9          | 4     | 0     | 1     | 6              | 0              | 2              | 41     | 9      | 12     |
| Club Totaal | Club Totaal    | Club Totaal      | 92         | 18         | 19         | 11    | 1     | 2     | 27             | 4              | 6              | 130    | 23     | 27     |
| 2012/13     | Bayern München | Bundesliga       | 26         | 4          | 6          | 6     | 3     | 5     | 7              | 1              | 2              | 39     | 8      | 13     |
| 2013/14     | Bayern München | Bundesliga       | 17         | 6          | 2          | 4     | 1     | 2     | 6              | 0              | 0              | 27     | 7      | 4      |
| 2014/15     | Bayern München | Bundesliga       | 9          | 1          | 2          | 2     | 0     | 0     | 4              | 1              | 0              | 15     | 2      | 2      |
| Club Totaal | Club Totaal    | Club Totaal      | 52         | 11         | 10         | 12    | 4     | 7     | 17             | 2              | 2              | 81     | 17     | 19     |
| 2014/15     | Internazionale | Serie A          | 15         | 1          | 2          | 2     | 1     | 0     | 3              | 1              | 0              | 20     | 3      | 2      |
| Club Totaal | Club Totaal    | Club Totaal      | 15         | 1          | 2          | 2     | 1     | 0     | 3              | 1              | 0              | 20     | 3      | 2      |
| 2015/16     | Stoke City     | Premier League   | 27         | 3          | 6          | 5     | 0     | 0     | —              | —              | —              | 32     | 3      | 6      |
| 2016/17     | Stoke City     | Premier League   | 21         | 4          | 2          | 1     | 0     | 0     | —              | —              | —              | 22     | 4      | 2      |
| 2017/18     | Stoke City     | Premier League   | 36         | 8          | 7          | 2     | 0     | 0     | —              | —              | —              | 38     | 8      | 7      |
| Club Totaal | Club Totaal    | Club Totaal      | 84         | 15         | 15         | 8     | 0     | 0     | 0              | 0              | 0              | 92     | 15     | 15     |
| 2018/19     | Liverpool      | Premier League   | 24         | 6          | 3          | 2     | 0     | 0     | 4              | 0              | 2              | 30     | 6      | 5      |
| 2019/20     | Liverpool      | Premier League   | 7          | 1          | 0          | 1     | 0     | 0     | 3              | 0              | 0              | 11     | 1      | 0      |
| 2020/21     | Liverpool      | Premier League   | 14         | 0          | 2          | 3     | 1     | 2     | 5              | 0              | 0              | 22     | 1      | 4      |
| Club Totaal | Club Totaal    | Club Totaal      | 45         | 7          | 5          | 6     | 1     | 2     | 12             | 0              | 2              | 63     | 8      | 9      |
| 2021/22     | Olympique Lyon | Ligue 1          | 11         | 2          | 3          | 0     | 0     | 0     | 5              | 0              | 0              | 16     | 2      | 3      |
| Club Totaal | Club Totaal    | Club Totaal      | 11         | 2          | 3          | 0     | 0     | 0     | 5              | 0              | 0              | 16     | 2      | 3      |
| 2022        | Chicago Fire   | MLS              | 29         | 7          | 6          | 0     | 0     | 0     | —              | —              | —              | 29     | 7      | 6      |
| 2023        | Chicago Fire   | MLS              | 28         | 5          | 4          | 3     | 0     | 2     | 3              | 2              | 0              | 34     | 7      | 6      |
| 2024        | Chicago Fire   | MLS              | 12         | 2          | 1          | 0     | 0     | 0     | —              | —              | —              | 12     | 2      | 1      |
| Club Totaal | Club Totaal    | Club Totaal      | 69         | 14         | 11         | 3     | 0     | 2     | 3              | 2              | 0              | 75     | 16     | 13     |
| 2024/25     | FC Basel       | Super League     | 31         | 18         | 20         | 4     | 2     | 1     | —              | —              | —              | 35     | 20     | 21     |
| Club Totaal | Club Totaal    | Club Totaal      | 123        | 36         | 39         | 15    | 3     | 3     | 27             | 4              | 6              | 165    | 43     | 48     |
| Totaal      | Totaal         | Totaal           | 418        | 94         | 85         | 46    | 9     | 14    | 67             | 9              | 10             | 531    | 112    | 109    |

- Bijgewerkt tot en met 11 mei 2025.

## Interlandcarrière
In navolging van zijn debuut in het betaald voetbal volgde Shaqiri's debuut in het Zwitsers voetbalelftal een jaar later. Onder leiding van bondscoach Ottmar Hitzfeld speelde Shaqiri op 3 maart 2010 de eerste helft van de vriendschappelijke interland tegen Uruguay. Hij werd in dat duel na 45 minuten afgelost door aanvaller Albert Bunjaku. Andere debutanten in dat duel namens Zwitserland waren Jonathan Rossini (Sassuolo Calcio) en Davide Chiumiento (FC Luzern). Op 7 september 2010 was hij voor de eerste maal trefzeker in een interland: hij maakte het enige Zwitserse doelpunt in de met 1–3 verloren oefeninterland tegen Engeland. In mei 2014 werd Shaqiri door bondscoach Ottmar Hitzfeld opgenomen in de selectie voor het wereldkampioenschap 2014 in Brazilië. Op het toernooi was hij in de derde groepswedstrijd tegen Honduras (0–3 winst) driemaal trefzeker, een hattrick. Tweemaal leverde Josip Drmić de assist, eenmaal Stephan Lichtsteiner. Met deze overwinning verzekerde Shaqiri zijn land van een plaats in de achtste finale, waarin latere finalist Argentinië te sterk was. Shaqiri wist niet te scoren.
Met Zwitserland nam hij deel aan het Europees kampioenschap 2016 in Frankrijk. Het land werd na strafschoppen uitgeschakeld in de achtste finale door Polen (1–1, 4–5). Shaqiri maakte eveneens deel uit van de Zwitserse ploeg, die deelnam aan de WK-eindronde 2018 in Rusland. Daar eindigde de selectie onder leiding van bondscoach Vladimir Petković als tweede in groep E, achter Brazilië (1–1) maar vóór Servië (2–1) en Costa Rica (2–2). In de achtste finales ging Zwitserland vervolgens op dinsdag 3 juli met 1–0 onderuit tegen Zweden door een treffer van Emil Forsberg, waarna de thuisreis geboekt kon worden. Shaqiri kwam in alle vier de WK-duels in actie voor de nationale ploeg.
Net als zijn collega's Granit Xhaka en Stephan Lichtsteiner kreeg Shaqiri tijdens het toernooi een boete opgelegd door de wereldvoetbalbond FIFA. Aanleiding was de groepswedstrijd tegen Servië. Xhaka maakte in dat duel de 1–1, terwijl Shaqiri in de blessuretijd het winnende doelpunt aantekende (2–1). Beide spelers met Albanees-Kosovaarse roots vierden hun doelpunten door het zogeheten "Doppeladler"-gebaar te maken, een verwijzing naar de dubbelkoppige adelaar uit de vlag van Albanië. Xhaka en Shaqiri moesten € 8.600 betalen, Lichtsteiner de helft. In de nasleep op het incident liet secretaris-generaal Alex Miescher van de Zwitserse voetbalbond in de krant Tagesanzeiger weten dat de bond overweegt om spelers met een dubbele nationaliteit niet meer op te nemen in de nationale selecties.
Shaqiri werd op 7 juni 2024 door bondscoach Murat Yakin opgenomen in de Zwitserse selectie voor het EK 2024 in Duitsland. Zwitserland overleefde ongeslagen een groep met ook en Schotland en Duitsland en won in de achtste finales van Italië (2–0), voordat het in de kwartfinales op strafschoppen werd uitgeschakeld door Engeland. Shaqiri kwam op het toernooi enkel in actie tegen Schotland, waartegen hij het enige Zwitserse doelpunt maakte (1–1), en Engeland, waartegen hij zijn strafschop raak schoot in de penaltyserie. Na afloop van het toernooi maakte hij bekend te stoppen te als international.
|                     | Datum             | Plaats           | Wedstrijd                   | Minuut | Score | Uitslag | Competitie        |
| ------------------- | ----------------- | ---------------- | --------------------------- | ------ | ----- | ------- | ----------------- |
| Interlanddoelpunten |                   |                  |                             |        |       |         |                   |
| 1                   | 7 september 2010  | Bazel            | Zwitserland – Engeland      | 71'    | 1 – 2 | 1 – 3   | EK-kwalificatie   |
| 2                   | 6 september 2011  | Bazel            | Zwitserland – Bulgarije     | 45'    | 1 – 1 | 3 – 1   | EK-kwalificatie   |
| 3                   | 6 september 2011  | Bazel            | Zwitserland – Bulgarije     | 62'    | 2 – 1 | 3 – 1   | EK-kwalificatie   |
| 4                   | 6 september 2011  | Bazel            | Zwitserland – Bulgarije     | 90'    | 3 – 1 | 3 – 1   | EK-kwalificatie   |
| 5                   | 29 februari 2012  | Bern             | Zwitserland – Argentinië    | 49'    | 1 – 1 | 1 – 3   | Vriendschappelijk |
| 6                   | 11 september 2012 | Lucerne          | Zwitserland – Albanië       | 23'    | 1 – 0 | 2 – 0   | WK-kwalificatie   |
| 7                   | 14 november 2012  | Sousse           | Tunesië – Zwitserland       | 90+5'  | 1 – 2 | 1 – 2   | Vriendschappelijk |
| 8                   | 11 oktober 2013   | Tirana           | Albanië – Zwitserland       | 48'    | 0 – 1 | 1 – 2   | WK-kwalificatie   |
| 9                   | 3 juni 2014       | Lucerne          | Zwitserland – Peru          | 84'    | 2 – 0 | 2 – 0   | Vriendschappelijk |
| 10                  | 25 juni 2014      | Manaus           | Honduras – Zwitserland      | 6'     | 0 – 1 | 0 – 3   | WK-eindronde      |
| 11                  | 25 juni 2014      | Manaus           | Honduras – Zwitserland      | 31'    | 0 – 2 | 0 – 3   | WK-eindronde      |
| 12                  | 25 juni 2014      | Manaus           | Honduras – Zwitserland      | 71'    | 0 – 3 | 0 – 3   | WK-eindronde      |
| 13                  | 14 oktober 2014   | Serravalle       | San Marino – Zwitserland    | 79'    | 0 – 4 | 0 – 4   | EK-kwalificatie   |
| 14                  | 15 november 2014  | St. Gallen       | Zwitserland – Litouwen      | 80'    | 3 – 0 | 4 – 0   | EK-kwalificatie   |
| 15                  | 15 november 2014  | St. Gallen       | Zwitserland – Litouwen      | 90'    | 4 – 0 | 4 – 0   | EK-kwalificatie   |
| 16                  | 10 juni 2015      | Thun             | Zwitserland – Liechtenstein | 60'    | 2 – 0 | 3 – 0   | Vriendschappelijk |
| 17                  | 14 juni 2015      | Vilnius          | Litouwen – Zwitserland      | 84'    | 1 – 2 | 1 – 2   | EK-kwalificatie   |
| 18                  | 25 juni 2016      | Saint-Étienne    | Zwitserland – Polen         | 82'    | 1 – 1 | 1 – 1   | EK-eindronde      |
| 19                  | 1 juni 2017       | Neuchâtel (stad) | Zwitserland – Wit-Rusland   | 9'     | 1 - 0 | 1 - 0   | Vriendschappelijk |
| 20                  | 9 juni 2017       | Tórshavn         | Faeröer - Zwitserland       | 59'    | 0 – 2 | 0 – 2   | WK-kwalificatie   |
| 21                  | 22 juni 2018      | Kaliningrad      | Servië - Zwitserland        | 90'    | 1 – 2 | 1 – 2   | WK-eindronde      |

## Erelijst
Als speler
0FC Basel
- Super League: 2009/10, 2010/11, 2011/12
- Schweizer Cup: 2009/10, 2011/12

 Bayern München
- UEFA Champions League: 2012/13
- UEFA Super Cup: 2013
- FIFA Club World Cup: 2013
- Bundesliga: 2012/13, 2013/14
- DFB-Pokal: 2012/13, 2013/14
- DFL-Supercup: 2012

 Liverpool
- UEFA Champions League: 2018/19
- UEFA Super Cup: 2019
- FIFA Club World Cup: 2019
- Premier League: 2019/20

Individueel
- 0Swiss Golden Player Award "SFAP Golden Player": 2012
- 0Swiss Golden Player Award "Best Young Player": 2012
- DFB-Pokal topscorer: 2012/13
- DFB-Pokal leverancier van meeste assists: 2012/13

1 Hitz ·
3 Vouilloz ·
4 Comas ·
6 Dräger ·
7 Kololli ·
8 Baró ·
9 Carlos ·
10 Shaqiri ·
11 Traoré ·
13 Salvi ·
14 Fink ·
18 Essiam ·
19 Šotiček ·
21 Sigua ·
22 Leroy ·
25 Van Breemen ·
26 Barišić ·
27 Rüegg ·
28 Vogel ·
29 Cissé ·
30 Kade ·
31 Schmid  ·
32 Adjetey ·
34 Xhaka ·
35 Beney ·
37 Avdullahu ·
39 Zé ·
43 Akahomen ·
Coach: Celestini
· Assistent-coach: Callà
· Assistent-coach: Rueda
1 Sommer ·
2 Lichtsteiner  ·
3 Moubandje ·
4 Elvedi ·
5 Akanji ·
6 Lang ·
7 Embolo ·
8 Freuler ·
9 Seferović ·
10 Xhaka ·
11 Behrami ·
12 Mvogo ·
13 Rodríguez ·
14 Zuber ·
15 Džemaili ·
16 Fernandes ·
17 Zakaria ·
18 Gavranović ·
19 Drmić ·
20 Djourou ·
21 Bürki ·
22 Schär ·
23 Shaqiri ·
Coach: Petković
1 Sommer ·
2 Mbabu ·
3 Widmer ·
4 Elvedi ·
5 Akanji ·
6 Zakaria ·
7 Embolo ·
8 Freuler ·
9 Seferović ·
10 Xhaka  ·
11 Vargas ·
12 Mvogo ·
13 Rodríguez ·
14 Zuber ·
15 Sow ·
16 Fassnacht ·
17 Benito ·
18 Mehmedi ·
19 Gavranović ·
20 Fernandes ·
21 Omlin ·
21 Kobel ·
22 Schär ·
23 Shaqiri ·
24 Omeragić ·
25 Cömert ·
26 Lotomba ·
Coach: Petković
1 Sommer ·
2 Fernandes ·
3 Widmer ·
4 Elvedi ·
5 Akanji ·
6 Zakaria ·
7 Embolo ·
8 Freuler ·
9 Seferović ·
10 Xhaka  ·
11 Steffen ·
12 Omlin ·
13 Rodríguez ·
14 Aebischer ·
15 Sow ·
16 Fassnacht ·
17 Vargas ·
18 Cömert ·
19 Okafor ·
20 Frei ·
21 Kobel ·
22 Schär ·
23 Shaqiri ·
24 Köhn ·
25 Rieder ·
26 Jashari ·
Coach: Yakin
1 Sommer ·
2 Stergiou ·
3 Widmer ·
4 Elvedi ·
5 Akanji ·
6 Zakaria ·
7 Embolo ·
8 Freuler ·
9 Okafor ·
10 Xhaka  ·
11 Steffen ·
12 Mvogo ·
13 Rodríguez ·
14 Zuber ·
15 Zesiger ·
16 Sierro ·
17 Vargas ·
18 Duah ·
19 Ndoye ·
20 Aebischer ·
21 Kobel ·
22 Schär ·
23 Shaqiri ·
24 Jashari ·
25 Amdouni ·
26 Rieder ·
Coach: Yakin